# Pélardon
Pélardon es un queso francés de la región de Languedoc-Rosellón. Es un queso tradicional que se beneficia de una AOC desde agosto de 2000. Antes llamado paraldon, pélardou o incluso péraudou. Obtuvo su reconocimiento como DOP a nivel europeo por el Reglamento (CE) n.º 2372/2001 de la Comisión de 4 de diciembre de 2001 .

## Zona geográfica
La zona geográfica ocupa parte de cuatro departamentos (Aude, Gard, Hérault y Lozère) y un municipio del departamento de Tarn. Comprende, al norte, los valles de las Cevenas, desde el borde de las mesetas calcáreas (causses) hasta las llanuras vitícolas; al este y en el centro, los macizos calcáreos de los montes bajos (garrigas) de Gard y Hérault; hacia el oeste, los altos valles del Lergue, el Orb y el Jaur, y la vertiente sur de la Montagne Noire, ubicada en clima mediterráneo; por último, al sur, el corazón de las Hautes Corbières, limitado al sur por el Grau de Maury.

## Historia
Los orígenes del Pélardon son muy antiguos; la etimología más verosímil de su nombre parece ser la reseñada por el naturalista romano Plinio el Viejo, quien menciona un queso «Péraldou» muy apreciado por su especial sabor. En teoría, este nombre se deriva de «pebre», que significa «pimienta», a causa de su gusto picante. El «Pélardon», o «Péraldou», o «Pélardou» se describe asimismo en el diccionario languedociano/francés del Abate Boissier de Sauvages en 1756, en la obra de Frédéric Mistral, célebre poeta provenzal, y también en el Diccionario de las Artes y Oficios. Este queso se recoge asimismo en las estadísticas departamentales del siglo XIX. 
A lo largo del siglo XX, a pesar de la reducción de la cabaña caprina paralela a la especialización y la modernización de las explotaciones, la producción de Pélardon se ha mantenido y ha adquirido carta de nobleza a través de la pluma de los escritores regionales. En los años setenta aparecieron nuevas formas de explotaciones ganaderas caprinas, circunstancia que aportó un gran dinamismo a la producción de Pélardon.

## Fabricación
Según la tradición pastoral, la leche utilizada debe proceder de rebaños de cabras de raza alpina, saanen o rove, o de cruces de las mismas. Deben pastar mediante la crianza en libertad, en las garrigas, las landas o bajo los castaños de Cevenas. Está prohibido el confinamiento permanente del ganado en edificios. 
El Pélardon es un queso obtenido por coagulación lenta, esencialmente láctea, y escurrido espontáneo de la leche cruda de cabra y entera no normalizada con proteínas ni grasas. Se incorporan a la leche fermentos lácteos procedentes del suero de leche derivado de la tanda de fabricación anterior. La adición de cuajo puede efectuarse bien después de cada ordeño, bien una vez al día. Esta cuajada se convierte en un Pélardon evacuando el suero a través de los agujeros del escurridor, permitiendo la reducción del Pélardon, y sobre todo su paso del estado de leche cuajada al de queso. En su estancia en el escurridor, bastante breve (2 días aproximadamente) se salará el Pélardon. El salado se efectúa en ambas caras del queso, exclusivamente con sal seca, fina o semi gorda, sin fosfatos, procediéndose al menos a un salado en una cara durante el escurrido. Está prohibida la salazón en salmuera. La maduración durará un mínimo de 11 días, lo que permite obtener una textura consistente. El queso deberá girarse al menos una vez cada dos días. Si la maduración se alarga, la pasta se hace más firme, hasta hacerse quebradiza, y su corteza se oscurece.
Los quesos presentados para su venta a los consumidores deben llevar obligatoriamente una etiqueta individual, salvo los lotes incluidos en un mismo envase, que pueden llevar una sola etiqueta si se destinan a su venta al consumidor final. La etiqueta debe incluir el nombre de la denominación de origen en caracteres de dimensiones equivalentes por lo menos a dos tercios de las de los caracteres más grandes de la etiqueta, la indicación «appellation d'origine contrôlée», así como las indicaciones «fromage fermier», «fabrication fermière» o cualquier otra expresión que dé a entender el origen artesano del queso cuando se cumplan las condiciones necesarias. Es asimismo obligatoria la aposición en la etiqueta del logotipo con las indicaciones «INAO» y «appellation d'origine contrôlée» y el nombre de la denominación. En 2003, la producción de Pélardon ascendió a 207 toneladas.

## Características
Es un queso pequeño de leche de cabra con pasta blanda. Tiene forma de cilindro con los bordes redondeados. Su peso es superior a 60 gramos, su diámetro está comprendido entre 60 y 70 mm y su altura entre 22 y 27 mm. Contiene como mínimo 40 gramos de materia seca por cada 100 gramos de queso y 45 gramos de materia grasa por cada 100 gramos tras su total desecación. Presenta una costra fina, total o parcialmente cubierta de moho de color amarillo claro, blanco o azul. 
Se caracteriza por su pasta bastante compacta, de color entre el blanco y el marfil; su textura es homogénea y de aspecto liso al corte, aunque puede resultar ligeramente quebradiza tras una maduración prolongada. Presenta un pequeño gusto de avellana que le confiere una personalidad reconocida. Puede comercializarse natural, pero también con ceniza o marinado al aceite de oliva y a las hierbas de Provenza. 
Su período de degustación óptimo se extiende de mayo a septiembre después de una maduración de 3 semanas, pero es también excelente de marzo a noviembre. Puede probarse tanto en la bandeja como en ensalada. Una receta consiste en empanar el Pélardon, hacerlo freír para luego tomarlo caliente sobre un lecho de ensalada, de diente de león preferiblemente, acompañada de picatostes asados.
En Cevenas, la cuajada fresca se sirve en postre con mermelada de arándanos o miel de brezal o castaño.